# Златна змия
Златна змия (Bothrops Insularis). Синоними: Островен Ботропс, Жарарака Кемада, Островна Жарарака, Златен Ботропс. Видът е описан през 1921 година, класифициран — 1922 година. Първоначално е смятан за подвид на Бразилски Ботропс, но впоследствие е класифициран като отделен вид.

## Физически характеристики
Цветът е от светло жълт до ярко жълт и златист. Срещат се и светлокафяви с жълт оттенък екземпляри. На дължина достига 0,5 — 0,7 метра. Най-дългият измерен екземпляр е бил 1,18 м. Главата е леко копиевидна, ясно отделена от тялото. Има най-силната и бързодействаща отрова от всички видове змии в Америка.

## Разпространение и местообитание
Златната Змия се среща единствено на остров Кемада Гранде. Островът се намира в Атлантическият океан, на около 60 километра от Сантош (Южна Бразилия). Площта му е около 3 km2, скалист, покрит с ниски дръвчета и храсталаци. Има статут на национален парк. Първоначално е бил част от континента Южна Америка, но след последния ледников период, при покачване на морското ниво се е отделил заедно с малка популация Бразилски Ботропси, които с течение на времето са се развили в нов вид.

## Начин на живот
Златната Змия се храни изключително с птици, насекоми, жаби. Обитава целият остров от брега до вътрешността. На Кемада Гранде се наблюдава най-голямата гъстота на змии на Земята. На места броят им достига до 4-5 броя на m2! Носенето на острова на високи ботуши е задължително, поради смъртоносната заплаха от ухапване. Интересна характеристика на вида е, че женските освен яйчници, развиват и мъжки копулативни органи и семенници. През последните 50 години се наблюдава, че мъжките рязко намаляват, а женските хермафродити се увеличават.